# Elaver (animal)
Elaver es un género de arañas araneomorfas de la familia Clubionidae. Se encuentra en  América y sudeste de Asia.

## Lista de especies
Según The World Spider Catalog 12.0:
- Elaver achuca (Roddy, 1966)
- Elaver barroana (Chickering, 1937)
- Elaver brevipes (Keyserling, 1891)
- Elaver calcarata (Kraus, 1955)
- Elaver carlota (Bryant, 1940)
- Elaver chisosa (Roddy, 1966)
- Elaver crinophora (Franganillo, 1934)
- Elaver crocota (O. Pickard-Cambridge, 1896)
- Elaver cubana (Roewer, 1951)
- Elaver depuncta O. Pickard-Cambridge, 1898
- Elaver dorotheae (Gertsch, 1935)
- Elaver elaver (Bryant, 1940)
- Elaver excepta (L. Koch, 1866)
- Elaver exempta (Gertsch & Davis, 1940)
- Elaver grandivulva (Mello-Leitão, 1930)
- Elaver hortoni (Chickering, 1937)
- Elaver implicata (Gertsch, 1941)
- Elaver juana (Bryant, 1940)
- Elaver kawitpaaia (Barrion & Litsinger, 1995)
- Elaver kohlsi (Gertsch & Jellison, 1939)
- Elaver languida (Gertsch, 1941)
- Elaver linguata (F. O. Pickard-Cambridge, 1900)
- Elaver lutescens (Schmidt, 1971)
- Elaver madera (Roddy, 1966)
- Elaver mulaiki (Gertsch, 1935)
- Elaver multinotata (Chickering, 1937)
- Elaver orvillei (Chickering, 1937)
- Elaver placida O. Pickard-Cambridge, 1898
- Elaver portoricensis (Petrunkevitch, 1930)
- Elaver quadrata (Kraus, 1955)
- Elaver richardi (Gertsch, 1941)
- Elaver sericea O. Pickard-Cambridge, 1898
- Elaver sigillata (Petrunkevitch, 1925)
- Elaver simplex (O. Pickard-Cambridge, 1896)
- Elaver tenera (Franganillo, 1935)
- Elaver tenuis (Franganillo, 1935)
- Elaver texana (Gertsch, 1933)
- Elaver tigrinella (Roewer, 1951)
- Elaver tricuspis (F. O. Pickard-Cambridge, 1900)
- Elaver tristani (Banks, 1909)
- Elaver tumivulva (Banks, 1909)
- Elaver turongdaliriana (Barrion & Litsinger, 1995)
- Elaver valvula (F. O. Pickard-Cambridge, 1900)
- Elaver vulnerata (Kraus, 1955)
- Elaver wheeleri (Roewer, 1933)
- †Elaver nutua (Wunderlich, 1988)